# МЕСАМ
МЕСАМ (Међународни сајам музике) је био фестивал забавне и народне музике који се одржавао током 1980-их и 1990-их у Београду. На њему су наступале многе звезде тадашње забавне и народне музике СФРЈ и СРЈ. Месам се одржавао у Сава центру у Београду, најчешће крајем новембра или почетком децембра. Трајао је углавном неколико дана. Садржао је поп вече и фолк вече, као и ревијалне вечери.

## Историја
Први пут, фестивал је одржан 1984. године, док је последњи одржан 1996. године. На првом Месаму победу у категорији забавне музике је однео Оливер Мандић, са песмом Питају ме питају. Касније су побеђивали Беби Дол, 1986. године са песмом Иншалах, затим група Зана, а највише победа остварила је Маја Оџаклијевска. Победила је 1995. године певајући композицију Радета Радивојевића Буди добар као што сам ја, и 1996. године са песмом Растанак. На Месаму су гостовали и инострани извођачи. Последњи Месам одржан је 1996. године. Месам 1995. године био је посвећен стваралаштву Корнелија Ковача, а као његови гости наступили су заједно извођачи са којима је он сарађивао, као што су Здравко Чолић, Бисера Велетанлић, Лепа Брена и други.
Песме које су се певале на Месаму из категорије забавне музике су и: Оливер Драгојевић - Кад би само љубит знала (1985), Јосипа Лисац - Болујем (1987), Зорана Павић - Тамо далеко (1996), Кемал Монтено - Мартина (1984), Зана Нимани - Што не знам где си сад (1985), Бојан Милановић - Јутро, Филм - Љубав је закон (1988), Денис и Денис - Оаза снова (1985) и многи други. Међу редовним учесницима били су: Оливер Драгојевић, Тереза Кесовија, Јасна Злокић, Маја Оџаклијевска, Марина Перазић, Зана и други.
Међу хитовима народне музике које је изнедрио овај фестивал су: Биљана Јевтић - Ево ти срце на длану, Зорица Марковић - Мирно спавај, нано, Бобан Здравковић - Не долази у мој сан, Весна Змијанац - Невера моја, Роки - Ранила ме једна жена, Зорица Брунцлик - Ево већ је Божић, Ханка Палдум - Памтим још, Халид Бешлић - Нећу нећу дијаманте, Зорица Брунцлик - Све је љубав, Цеца Величковић - Лепотан и То Мики, то, Снежана Савић - Нова љубав, Халид Муслимовић - Учини бар један погрешан корак, Милош Бојанић - Песма о Јовановић Ради, Шеки Турковић - Шта је љубав, и многи други.
Месам 1993. године је због тешког стања у држави, померен и одржан је фебруара 1994. године, и то не у Сава центру, већ у студију Телевизије Београд у Кошутњаку. То је уједно и једини пут да је фестивал одржан негде изван Сава центра.
Месам је остао упамћен као највећи фестивал у Београду, на коме су се песме изводиле искључиво уживо, а извођаче је пратио велики оркестар. Иако је носио назив Међународни сајам музике, на Месаму су махом учествовали југословенски певачи. Године 2003. покренут је фестивал Беовизија као нека врста замене Месаму.